# Rechtsgeschichte Finnlands

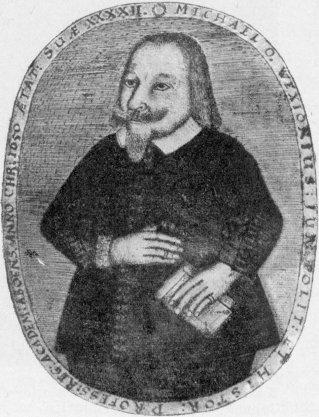
Michael Wexionius

Die Rechtsgeschichte Finnlands ist eng mit der Rechtsgeschichte Schwedens verquickt, weil Finnland überhaupt erst 1917 vollständige staatliche Unabhängigkeit erlangte. Wie auch in Schweden galt lange das altgermanische lokale Gewohnheitsrecht, das im Mittelalter in privaten Rechtsaufzeichnungen gesammelt wurde. Die Rezeption des römischen Rechts fand indirekt über das Rechtsstudium junger Finnen vor allem in Deutschland, aber auch in Italien und Frankreich Eingang. Seit 1640 bestand mit der Akademie zu Turku auch eine eigene finnische Universität. Der wichtigste finnische Rechtswissenschaftler dieser Zeit war Michael Wexionius.
1734 trat das Sveriges rikes lag – ein Gesetzbuch in neun Büchern, das das gesamte allgemeine Recht Schwedens enthielt – in Finnland in Kraft und blieb auch nach der Abtretung des neuen Großfürstentums an Russland geltendes Recht. 1863 wurde erstmals wieder der finnische Reichstag einberufen, der in der Folge einige Reformen des Gesetzes von 1734 in Gang setzte. Die wichtigsten sind eine Reform des Eherechts und des Strafrechts im Jahre 1889 und eine Reform des Vormundschaftrechts 1898. Die verhältnismäßig große Autonomie dieser Zeit endete mit einer ersten Russifizierungswelle gegen Ende des 19. Jahrhunderts.
1917 wurde Finnland schließlich unabhängig. In der Folge setzte sich eine allmähliche Entwicklung vom Agrarstaat zum Industriestaat in Gang. Das juristische Klima blieb generell konservativ. Eine liberale Reform des Eherechts 1929 ist hiervon auszunehmen: Die formale Gleichstellung von Mann und Frau sowie Anpassungen im ehelichen Güterrecht machten Finnland europaweit zum Vorreiter. Die Industrialisierung entwickelte sich nach den zögerlichen Anfängen zwischen den Weltkriegen erst ab 1945 voll, dafür aber in umso erstaunlicherer Geschwindigkeit und brachte in der Gesetzgebung den Wohlfahrtsstaat mit sich. Das moderne finnische Recht ist daneben stark von den Einflüssen des Europarechts und der Rechtsvereinheitlichung der nordischen Staaten geprägt.